# Ballad of Heroes

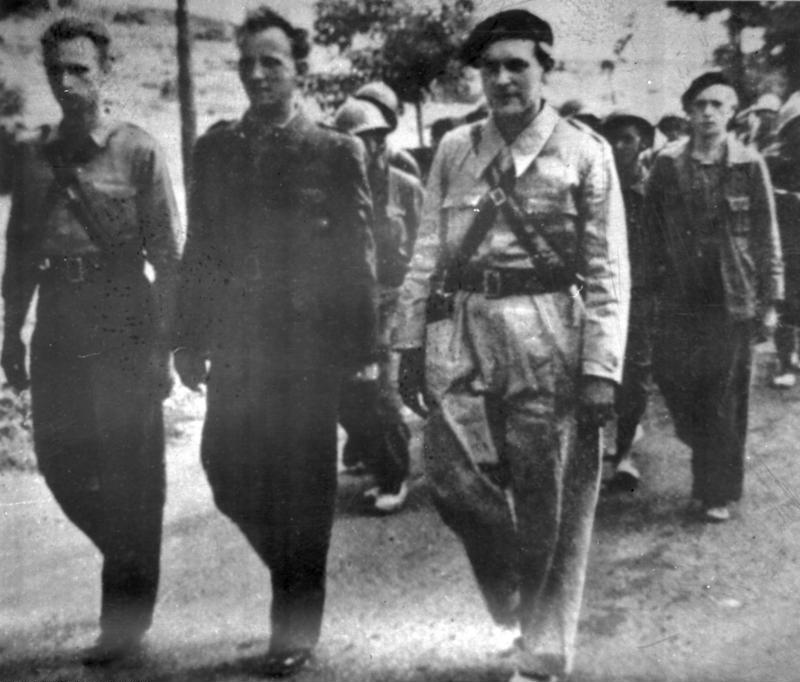
Internationale Brigaden im Spanischen Bürgerkrieg

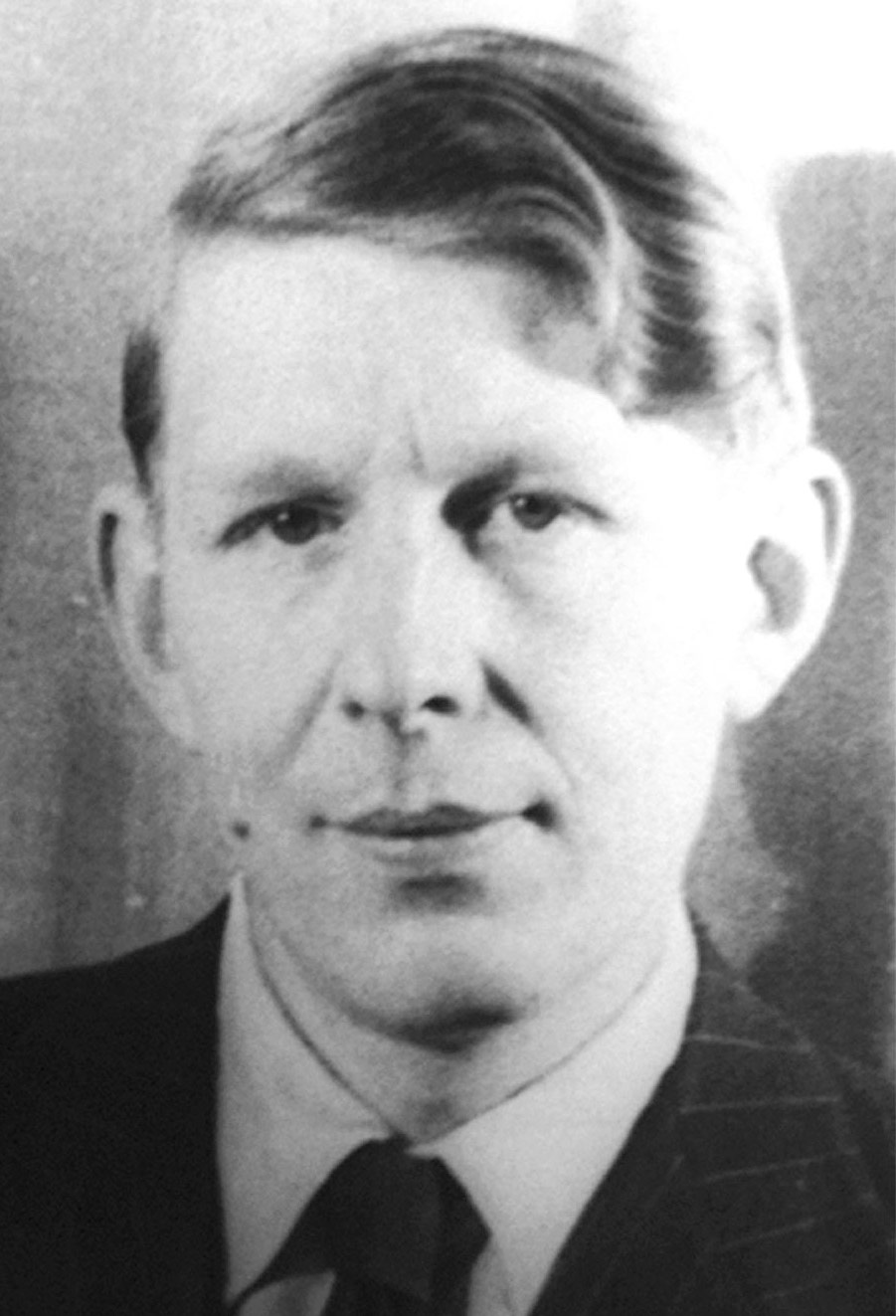
W.H. Auden (1939)

Ballad of Heroes Op. 14 ist eine Komposition von Benjamin Britten für Tenor (alternativ Sopran), gemischten Chor und Orchester.

## Entstehungsgeschichte
Britten komponierte das Werk im März 1939. Es wurde kurz darauf, am 5. April 1939, in der Queen’s Hall in London unter der Leitung von Constant Lambert uraufgeführt im Rahmen des Musikfestivals Music for the people.
Der Text stammt zum Teil von Randall Swingler, zum Teil von Brittens gutem Freund W. H. Auden, dessen Zeilen It’s farewell to the drawing room’s civilised cry während eines Aufenthalts in Spanien während des Bürgerkriegs entstanden.
Das Werk ist den britischen Gefallenen der Internationalen Brigaden im Spanischen Bürgerkrieg gewidmet.

## Aufbau
Ballad of Heroes besteht aus drei Teilen, die ohne Pause direkt ineinander übergehen:
1. Funeral March. Allegro moderato – Lento alla marcia. Chor You who stand at your doors (Text:  Randall Swingler)
2. Scherzo: Dance of Death. Allegro con fuoco – Molto pesante – Allegro con fuoco. Chor It’s farewell to the drawing room’s civilised cry (Text:  W. H. Auden)
3. Recitative and Choral. Lento quasi recitativo – Lento e tranquillo – Epilogue. Tempo 1. Solo Still though the scene of possible Summer recedes (Text:  W. H. Auden) und Chor Europe lies in the dark (Text:  Randall Swingler)

## Musik
Das Werk beginnt mit einem langsamen Trauermarsch, zunächst rein instrumental, danach mit Chorbegleitung. Darauf folgt ein schnelles, teils hektisch oder wild wirkendes Scherzo mit über den Satz verteilten Chorpassagen. Dieser als Totenztanz bezeichnete Mittelsatz ist in Form einer Passacaglia komponiert. Britten bediente sich bei der Komposition des Scherzo an der Musik, die er 1937 für die Orchestersuite King Arthur komponiert hatte. Der dritte Satz beginnt mit einem Tenor-Solo. Im weiteren Verlauf des Satzes, der meist ruhigen, lyrischen Charakter hat, erklingen Tenor und Chor parallel mit unterschiedlichen Texten. Die letzte Strophe des sonst von Chor gesungenen Europe lies in the dark singen Solo-Tenor und Chor gemeinsam. Allen drei Sätzen gemeinsam ist eine eher düstere, tragische Stimmung. Zudem sind die Sätze thematisch miteinander verbunden: Das Passacaglia-Thema des Totentanzes ist eine beschleunigte, verzerrte Abwandlung des Trauermarsch-Themas. Dieses kommt zudem in der Basslinie des Schlusssatzes vor.
Ballad of Heroes beeinflusste auch spätere Kompositionen von Benjamin Britten. So übernahm er die Struktur des Werks (ein Trauermarsch gefolgt von einem schnellen Danse Macabre und einem lyrischen Schlusssatz) später auch für seine Sinfonia da Requiem op. 20. Die Trompetenfanfaren zu Beginn und Ende des Werks weisen zudem auf das 22 Jahre später komponierte War Requiem op. 66 voraus.
Die Aufführungsdauer beträgt ca. 17 Minuten.

## Diskografie
- Chandos 8983 (1991): Martyn Hill, London Symphony Chorus, London Symphony Orchestra, Richard Hickox
- EMI 5739832 (2009): Robert Tear, City Of Birmingham Symphony Chorus, City of Birmingham Symphony Orchestra, Simon Rattle